# كريستا كيورو
كريستا كاترينا كيورو (بالفنلندية: Krista Katriina Kiuru)‏ (مواليد 5 أغسطس 1974) هي سياسية فنلندية. شغلت منصب وزيرة الإسكان والاتصالات ووزيرة التعليم والاتصالات في
حكومتي يوركي كتاينن وألكسندر ستوب.